# Sosnovobórskoie
Sosnovobórskoie (en rus: Сосновоборское) és un poble de l'óblast de Saràtov, a Rússia, segons el cens del 2010 tenia 800 habitants. Pertany al districte municipal de Petrovsk.